# Santa Maria Immacolata del Istituto Scolastico Nazareth
Santa Maria Immacolata del Istituto Scolastico Nazareth, även benämnd Cappella Istituto Nazareth, är en kyrkobyggnad i Rom, helgad åt Jungfru Marie Obefläckade Avlelse. Kyrkan är belägen vid Via Orazio i Rione Prati och tillhör församlingen Sacro Cuore di Gesù in Prati.

## Beskrivning
Jungfru Marie obefläckade avlelse proklamerades som katolsk dogm år 1854 och denna kyrka var den första i Rom som uppfördes åt den Obefläckade avlelsen; den byggdes på initiativ av kardinalvikarie Lucido Maria Parocchi (1833–1903).
Kyrkan uppfördes år 1892 i nygotisk stil med inslag av lombardisk arkitektur efter ritningar av arkitekten Corrado De Rossi Re. Kyrkan ingår i ett byggnadskomplex som tidigare tillhörde den franska kongregationen Religieuses de Nazareth (ursprungligen Dames di Nazareth), grundad år 1822 av Augustine Françoise le Tellier, Pierre Rogier och Élisabeth Rollat i Montmirail. Kongregationen har till huvuduppgift att bedriva kristen undervisning för ungdomar.
Stilen är inspirerad av fransk gotik, men kyrkan uppvisar dock rundbågar.
Interiören är enskeppig med en halvrund absid. Vestibulen är freskmålad av Giovanni Capranesi (1852–1921); denne har även utfört fresken Den heliga Familjen. I absiden finns målningen Den Obefläckade Avlelsen samt evangelistsymboler.

## Kommunikationer
- Tunnelbanestation Lepanto – Roms tunnelbana, linje
- Busshållplats Cola Di Rienzo/Tacito – Roms bussnät, linje 81